# Cattleyopsistonia
× Cattleyopsistonia, (abreviado Ctpsta) en el comercio, es un híbrido intergenérico entre los géneros de orquídeas Broughtonia × Cattleya × Epidendrum × Laelia × Sophronitis. Fue publicado en Orchid Rev. 92(1094) cppo: 8 (1984).